# Le Chant des pêcheurs

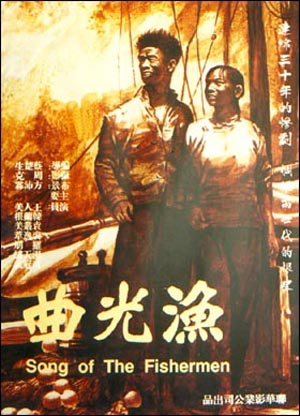
Affiche du film

Le Chant des pêcheurs ( 漁光曲 Yu guang qu) est un film chinois muet réalisé par Cai Chusheng et sorti en 1934.
Il est resté à l'affiche durant 84 jours à Shanghai. L'actrice et chanteuse Wang Renmei y chante la chanson titre, et tient le rôle d'une jeune fille pauvre issue d'une famille de pêcheurs.
C'est le premier film chinois à avoir reçu un prix lors d'un festival international, le prix d'honneur au Festival international du film de Moscou 1935. Au XXIe siècle, il est présenté en 2014 au festival international de Seattle et de San Francisco.

## Synopsis
Un garçon et une fille, jumeaux, deviennent pêcheurs comme leur père. Ne parvenant pas à résister à la concurrence, ils sont contraints d'émigrer à Shanghai.

## Fiche technique
- Titre original : 漁光曲 Yu guang qu
- Réalisation : Cai Chusheng
- Scénario : Cai Chusheng
- Production : Lianhua Film Company
- Durée : 57 minutes
- Date de sortie : 1934 (Shanghai)

## Distribution

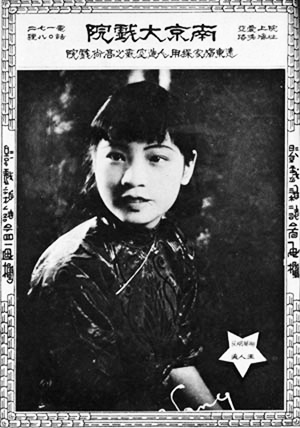
Wang Renmei

- Wang Renmei
- Langen Han
- Peng Luo
- Kwah-Wu Shang
- Tianxiu Tang
- Renmei Wang
- Congmei Yuan

## Distinctions
- 1935 : Prix d'honneur au Festival de Moscou 1935[4],[5].